# Оксигенатор

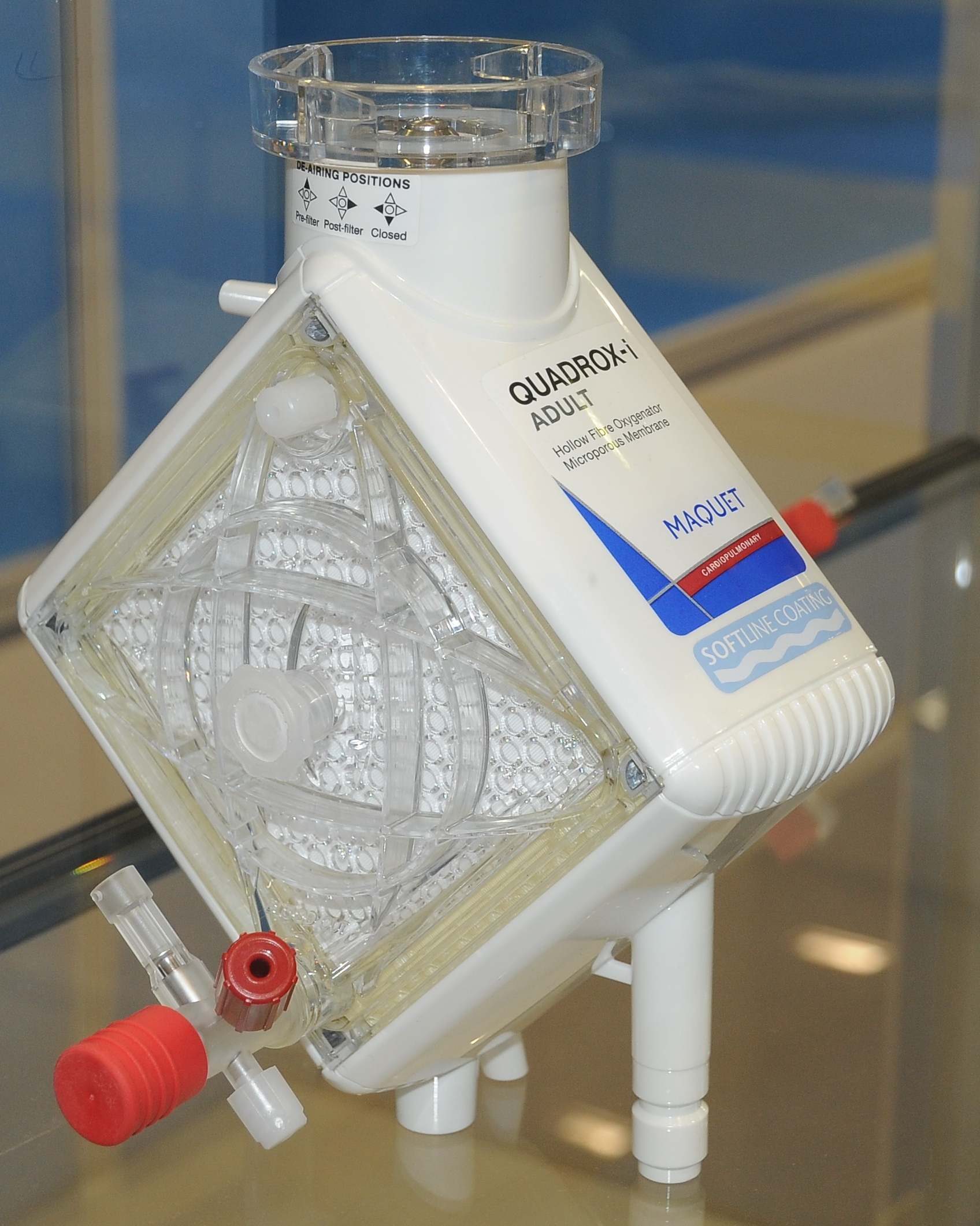
Внешний вид оксигенатора

Оксигена́тор (blood gas exchange device) — газообменное одноразовое устройство, предназначенное для насыщения крови кислородом и удаления из неё углекислоты. Оксигенатор используется во время кардиохирургических операций, или для улучшения кровообращения в организме больного, страдающего заболеваниями сердца или лёгких, при которых содержание кислорода в крови значительно снижается.
В настоящее время производятся пузырьковые и мембранные оксигенаторы. Мембранные оксигенаторы разделяются на микропористые и истинные мембранные.
Микропористая мембрана содержит микропоры, через которые происходит перемещение молекул газа из/в кровь.
Истинная мембрана полностью отделяет кровь от газов, и газы попадают в кровь путём диффузии (так же как это происходит в лёгких человека). Оксигенаторы с такой мембраной предназначены для длительного использования для экстракорпорального (вне организма) насыщения крови кислородом.
Оксигенаторы применяются совместно с насосами, которые поддерживают кровообращение в организме больного во время операций на открытом сердце с помощью аппарата искусственного кровообращения. В некоторых моделях за счёт встроенного в оксигенатор теплообменника можно контролировать температуру тела пациента во время кардиохирургических операций.
Имеется несколько типов оксигенаторов, предназначенных для использования как у взрослых, так и у детей.